# Australia Council for the Arts
O Australia Council for the Arts, teve seu nome alterado para Australia Council em 24 de agosto de 2023. Atualmente, é o Conselho de Artes do Governo da Austrália. É responsável pelo financiamento de projetos de artes ao redor da Austrália, formular e implementar políticas para fomentar e promover as artes na Austrália. O Conselho também orienta os governos e a indústria sobre questões relacionadas com as artes.